# 경인지방병무청
경인지방병무청(京仁地方兵務廳, Gyeongin Regional Military Manpower Administration)은 인천광역시와 경기도 지역의 징집·소집 그 밖에 병무 행정에 관한 사무를 관장하는 대한민국 병무청의 소속기관이다. 2015년 7월 1일 발족하였으며, 경기도 수원시 팔달구 고화로 120에 위치하고 있다. 청장은 고위공무원단 나등급에 속하는 일반직공무원으로 보한다.

## 연혁
- 1949년 9월: 육군본부 예하 경기도 병사구사령부로 발족.
- 1962년 10월 31일: 국방부 소속 경기도병무청으로 개편.[2]
- 1968년 7월 5일: 인천시에서 수원시로 청사 이전.
- 1970년 8월 20일: 병무청 소속 경기도지방병무청으로 개편.[3]
- 1981년 11월 2일: 수원지방병무청으로 개편하고 관할구역 중 경기도 일부를 이관하여 의정부병무지청을 분리.[4]
- 1998년 2월 28일: 인천·경기지방병무청으로 개편.[5]
- 2001년 3월 29일: 인천공항병무신고사무소 개소.[6]
- 2009년 4월 8일: 인천공항병무신고사무소 폐지.[7]
- 2015년 7월 1일: 경인지방병무청으로 개편하고 관할구역 중 인천광역시와 경기도 일부(부천/김포/시흥/안산)를 이관하여 인천병무지청을 분리.[8]

## 관할구역
- 경기도 과천시, 광주시, 군포시, 성남시, 수원시, 안성시, 안양시, 여주시, 오산시, 용인시, 의왕시, 이천시, 평택시, 하남시, 화성시

## 조직

### 청장
- 병역판정관실[9]
- 운영지원과[10]
- 병역판정검사과[11]
- 현역입영과[12]
- 동원관리과[12]
- 사회복무과[12]
- 복무관리과[12]
- 고객지원과[13]

### 소속기관
- 병무지청
  - 인천병무지청
  - 경기북부병무지청